# Šodži Džo
Šodži Džo (japonsko 城 彰二), japonski nogometaš, * 17. junij 1975.
Za japonsko reprezentanco je odigral 35 uradnih tekem.